# Portschinskia bombiformis
Portschinskia bombiformis är en tvåvingeart som först beskrevs av Josef Aloizievitsch Portschinsky 1901.  Portschinskia bombiformis ingår i släktet Portschinskia och familjen styngflugor. Inga underarter finns listade i Catalogue of Life.